# Symfonie nr. 11 (Holmboe)
Vagn Holmboe voltooide zijn Symfonie nr. 11 in 1980.
Holmboe vond dat er eigenlijk geen goede symfonie meer geschreven kon worden na de genrewerken van Carl Nielsen. Zelf hield hij zich daar niet aan; hij zou er veertien componeren. Deze Symfonie nr. 11 is de twaalfde in de reeks; tussen nummers 8 en negen schreef hij een ongenummerde symfonie.
De symfonie nr. 11 is geschreven in de lange boog, waarbij de climax in het midden van het tweede deel is geplaatst. Het werk bestaat uit drie delen, die elk weer verdeeld zijn in drie secties. Holmboe gaf zelf aan dat het werk ontstond uit een motief van slechts vijf noten, wat al snel overgaat in gedempte strijkinstrumenten en een eenzaam klinkende fluitpartij; iets dat verderop in het werk terugkomt. Een ander item dat terugkomt in het werk is een gedeeltelijke polyritmiek. Holmboe schrijft hier en daar een korte passage voor van tweemaal een 8/8-maat met de accentverdeling 3+3+2+2+3+3 tegenover 4+4. De laatste drie tellen van de passages zijn algemene rust. Dit is wellicht terug te voeren op Holmboes liefde voor muziek van de Balkan, dat vaker te horen is in zijn werken. De tempoverdeling luidt als volgt:
- deel 1: Allegro non troppo – piu allegro – alla breve- pesante
- deel 2: Tempo giusto – presto – l’istesso tempo
- deel 3: Andante  – piu mosso – a tempo

Het werk ging in première op 17 februari 1982; het Deens Radio Symfonieorkest speelde het toen onder leiding van Joeri Ahronovitsj. 
Orkestratie
- 3 dwarsfluiten, 3 hobo’s, 3 klarinetten, 3 fagotten
- 4 hoorns, 3 trompet, 3 trombones, 1 1 tuba
- pauken, 2 man/vrouw percussie, celesta
- violen, altviolen, celli,  contrabassen

Symfonie nr. 1 · nr. 2 · nr. 3 · nr. 4 · nr. 5 · nr. 6 · nr. 7 · nr. 8 · Sinfonia in memoriam · nr. 9 · nr. 10 · nr. 11 · nr. 12 · nr. 13 ·